# Pierrelaye
Pierrelaye ist eine französische Gemeinde mit 10.230 Einwohnern (Stand: 1. Januar 2022) im Département Val-d’Oise der Region Île-de-France. Sie gehört zum Arrondissement Argenteuil und zum Kanton Taverny. Die Einwohner heißen Pierrelaysien(ne)s.

## Geografie
Pierrelaye liegt etwa 25 Kilometer nordwestlich von Paris. Umgeben wird Pierrelaye von den Nachbargemeinden Méry-sur-Oise im Norden, Bessancourt im Nordosten, Beauchamp im Osten, Montigny-lès-Cormeilles im Südosten, Herblay-sur-Seine im Süden und im Westen sowie Saint-Ouen-l’Aumône im Nordwesten.
Durch die Gemeinde führt die Autoroute A15 von Gennevilliers nach Pontoise.

## Geschichte
Pierrelaye wird erstmals in einer Urkunde aus dem Jahr 1125 überliefert.

## Bevölkerungsentwicklung
| 1962                       | 1968 | 1975 | 1982 | 1990 | 1999 | 2006 | 2011 | 2021 |
| -------------------------- | ---- | ---- | ---- | ---- | ---- | ---- | ---- | ---- |
| 3890                       | 4606 | 5586 | 5548 | 6251 | 6923 | 7322 | 8012 | 9998 |
| Quellen: Cassini und INSEE |      |      |      |      |      |      |      |      |

## Sehenswürdigkeiten
- Kirche St-Jean-Baptiste, 1852 an der Stelle der früheren Kirche aus dem 13. Jahrhundert errichtet
- Menhir de Pierrelaye
- Rathaus

## Persönlichkeiten
- Léon Germain Pelouse (1838–1891), Maler

## Gemeindepartnerschaften
- Sásd, Komitat Baranya, Ungarn